# Новалис
Барон Георг Фри́дрих Филипп Фрайхерр фон Ха́рденберг (Georg Friedrich Philipp Freiherr von Hardenberg, 2 мая 1772, Видерштедт — 25 марта 1801, Вайсенфельс) — немецкий натурфилософ, писатель, поэт мистического мироощущения, один из первых йенских романтиков. Публиковался под псевдонимом Нова́лис (нем. Novalis).

## Псевдоним
Псевдоним Новалис писатель возводил к своим предкам, которые величали себя де Новали (de Novali) или magna Novalis, после переезда в Гроссенроде.

## Биография

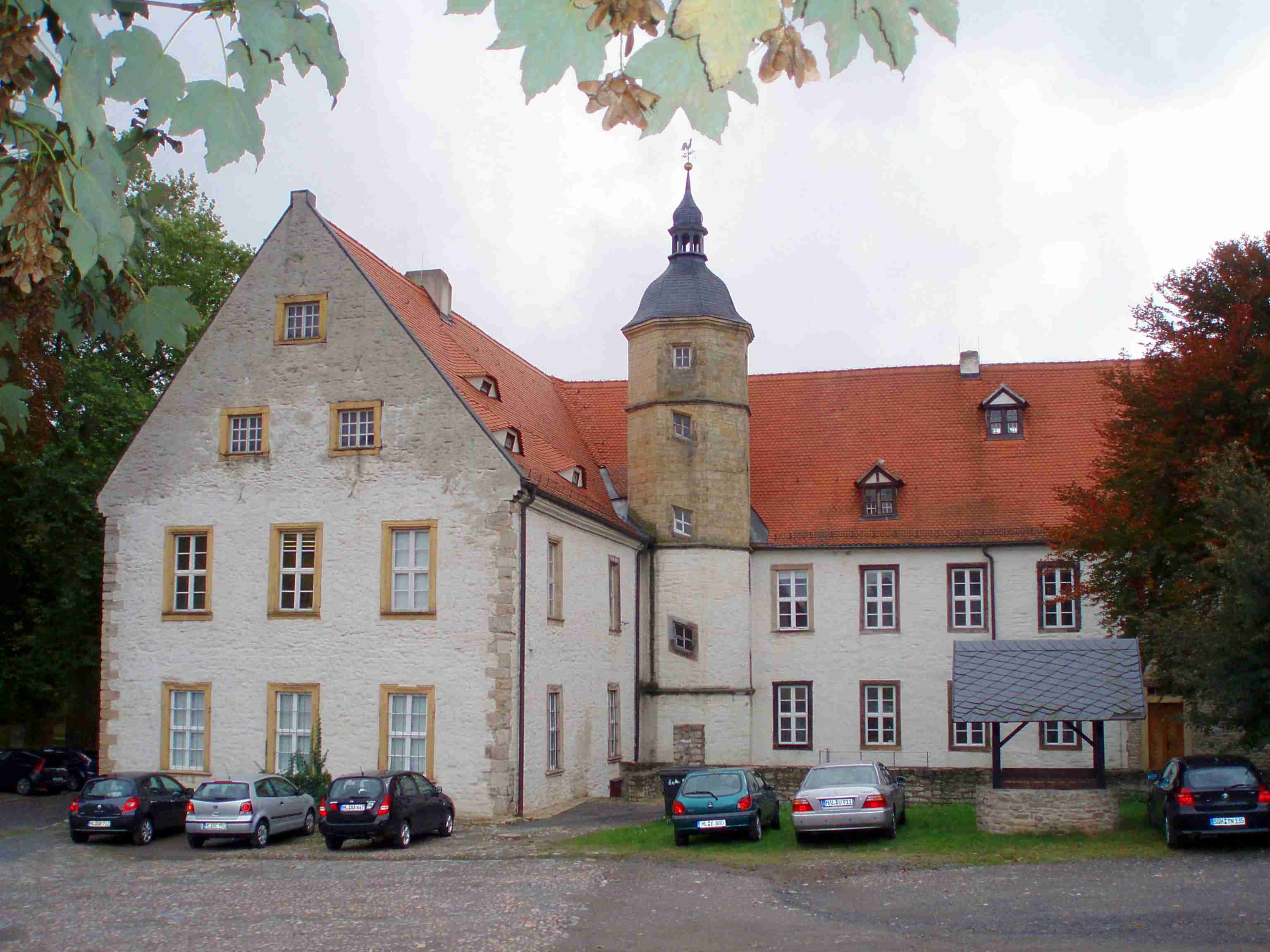
Замок Обервидерштедт

Родился в 1772 году в родовом замке Обервидерштедт (Саксония) в семье солезаводчика из древнего нижнесаксонского рода Харденбергов (Гарденбергов), один из представителей которого возглавлял в начале XIX века прусское правительство. Семья не была зажиточной.
В 10 лет был послан в религиозную школу, но не смог там учиться из-за суровой дисциплины. Он переезжает с отцом в Вайсенфельс, где поступает в гимназию Ауслебен. В 1790—1791 слушает лекции по праву в Йенском университете. С 1791 по 1793 года изучал юридическое дело в Лейпциге и в Виттенберге, в 1797—1798 годах учился в горной академии Фрайберга.
Благодаря переездам из одного образовательного центра в другой Новалис был знаком со многими выдающимися людьми своего времени — братьями Шлегелями, Людвигом Тиком, Фридрихом Шиллером. В 1795 году Новалис был помолвлен с Софи фон Кюн (1782—1797), которую очень любил. Она рано умерла (15 лет) от туберкулёза, но её образ нашёл воплощение во всех героинях Новалиса. С ней связано представление автора о возвышенной любви и идеальной возлюбленной.
После окончания университета в 1797 году Новалис начал изучать теологию, стремясь к познанию мира. В своей статье «Христианство или Европа», опубликованной посмертно, он высказывает мнение, что Германия способна двигаться вперёд только с помощью средневековой католической церкви, и рекомендует бросить все силы на возрождение её. Но будучи действительно образованным и думающим человеком, Новалис понимает, что забрасывать науку и коммерческие отношения нельзя — без этого Германия никогда не выйдет из состояния задворок Европы. И тогда он предлагает компромисс между церковью, торговлей и наукой. Роль организатора общественного прогресса в размышлениях Новалиса была отведена католической вере. Он считается членом масонского общества.

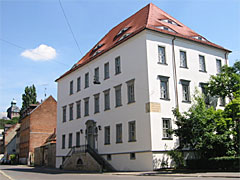
Здание, где умер Новалис в Вайсенфельсе, ныне библиотека

Новалис не успел воплотить в жизнь многое из своих намерений. Он умер 25 марта 1801 года в час дня в возрасте неполных 29 лет от туберкулёза. Вероятно, он заразился болезнью от Фридриха Шиллера. С августа 1800 года Новалис жаловался на боли в груди и тяжёлое дыхание. Согласно последним исследованиям, он мог с детства страдать муковисцидозом.
Похоронен на кладбище в городе Вайсенфельсе, где доживал свои дни.

## Творчество
В творчестве Новалиса с большой полнотой раскрывается переход раннего немецкого романтизма от субъективно-радикально-бунтарского к объективно-мистическому идеализму, в котором неустойчивость земного и социального бытия преодолевается противопоставлением остро ощущаемой «бренности» сущего — миру абсолютного, в котором компенсируются ущербность, зыбкость, обреченность существующего мира.
В его «Гимнах к ночи» (1800), написанных на смерть невесты (6 глав ритмической прозы с вставками белого и рифмованного стиха), даётся образец ранне-романтической мифологии, в которой разворачивается сложная антитеза Света и Ночи. Свет — прекрасен, но он земной и имеет пределы, а Ночь — потусторонняя и беспредельная, является подлинным утешением и отчизной страждущего. Но затем оказывается, что у Ночи есть дочь Любовь, а затем является Сын, таинственно зачатый Девой-матерью от беспредельной Ночи, которая далее объявляется Царством Отца, Сына и Любви, и подлинным прибежищем героя. Она прославляется как соединение с «настоящим», слабым отблеском которого являются День и земная жизнь. Это настоящее постигается не разумом, не наукой, а непосредственным проникновением (интуицией), не осложнённым пагубными премудростями рационализма.
Отсюда возникает идеал непосредственно творящего, ищущего, вечного во временном, бесконечного в конечном, наивного, не отягощенного тяжёлыми размышлениями поэта. Образ такого поэта дан им в аллегорической сказке «Гиацинт и роза», вставленной в философский фрагмент «Ученики в Саисе» (основная идея: мир науки — искусственный мир, действительность же постигается не разумом, а чувством), и в наиболее значительном произведении Новалиса — неоконченном романе «Генрих фон Офтердинген» (1797—1800).

### «Генрих фон Офтердинген»
В этом романе «о чудесных судьбах поэта, где поэзия в её многообразных соотношениях и изображается и прославляется», дан в достаточно развёрнутом виде весь идейный комплекс дворянского романтизма. Ремесленно-цеховой мир средневековья, превращенный в идиллический мир расцвета наивного народного творчества, — образ Офтердингена, вырастающего как поэт в поисках «голубого цветка», сделавшегося символом романтического томления по невыразимому идеалу, — нарочито архаичная речь, служащая той же цели идеализации непосредственной «народности», — все это раскрывает тот идейный мир, в который уходит Новалис в поисках Абсолюта.
В основу произведения положена легенда об известном миннезингере XIII в. Генрихе фон Офтердингене. Внешняя событийная канва — это лишь необходимая сюжетная оболочка для изображения глубинного внутреннего процесса становления поэта и постижения Генрихом жизненного идеала, аллегорически изображенного Новалисом в облике «голубого цветка». Основную смысловую нагрузку несут на себе сновидения Генриха, рассказанные ему притчи, сказки и мифы. Роман состоит из двух частей. Первая часть — «Ожидание», которую Новалис закончил, посвящена путешествию Генриха из Айзенаха в Аугсбург и его душевным изысканиям. Вторая часть — «Свершение», которую Новалис не успел закончить. Эта часть посвящена поэзии, её значению в жизни мира; она — путь в Золотой век, обретением которого должна была заканчиваться вторая часть. Генрих, полюбив дочь волшебника Клингзора Матильду, должен был продолжить своё путешествие и наконец сорвать Голубой цветок из своего сна.
Толчком к этому роману стал роман Гёте «Годы учения Вильгельма Мейстера», посвящённый перевоспитанию юного мечтателя в обычного человека-практика, впервые поднявший тему профессии. Новалис же кардинально не согласен с такой трактовкой: воспитание он напрямую связывает с духовным ростом, с преданностью романтическому идеалу и лирическому чувству. Голубой цвет в романе — это символ самораскрытия духовного и одновременно — тернистый путь его познания, по которому идет Генрих, сновидец и мечтатель, открытый новым встречам и впечатлениям. Это история о том, как мир воспринимает новую душу, и как новая душа воспринимает мир. Герой ищет себя, слушает рассказы других, сопоставляет их с собой, со своей жизнью. Каждая профессия символизирует поиск смысла жизни. Например, рудокоп, роющий вглубь также, как познается смысл жизни — и т. д. Роман написан простым общедоступным языком; его пронизывают философские диалоги, легенды и рассказы, складывающиеся в целую систему символов и аллегорий.

## Наследие и признание

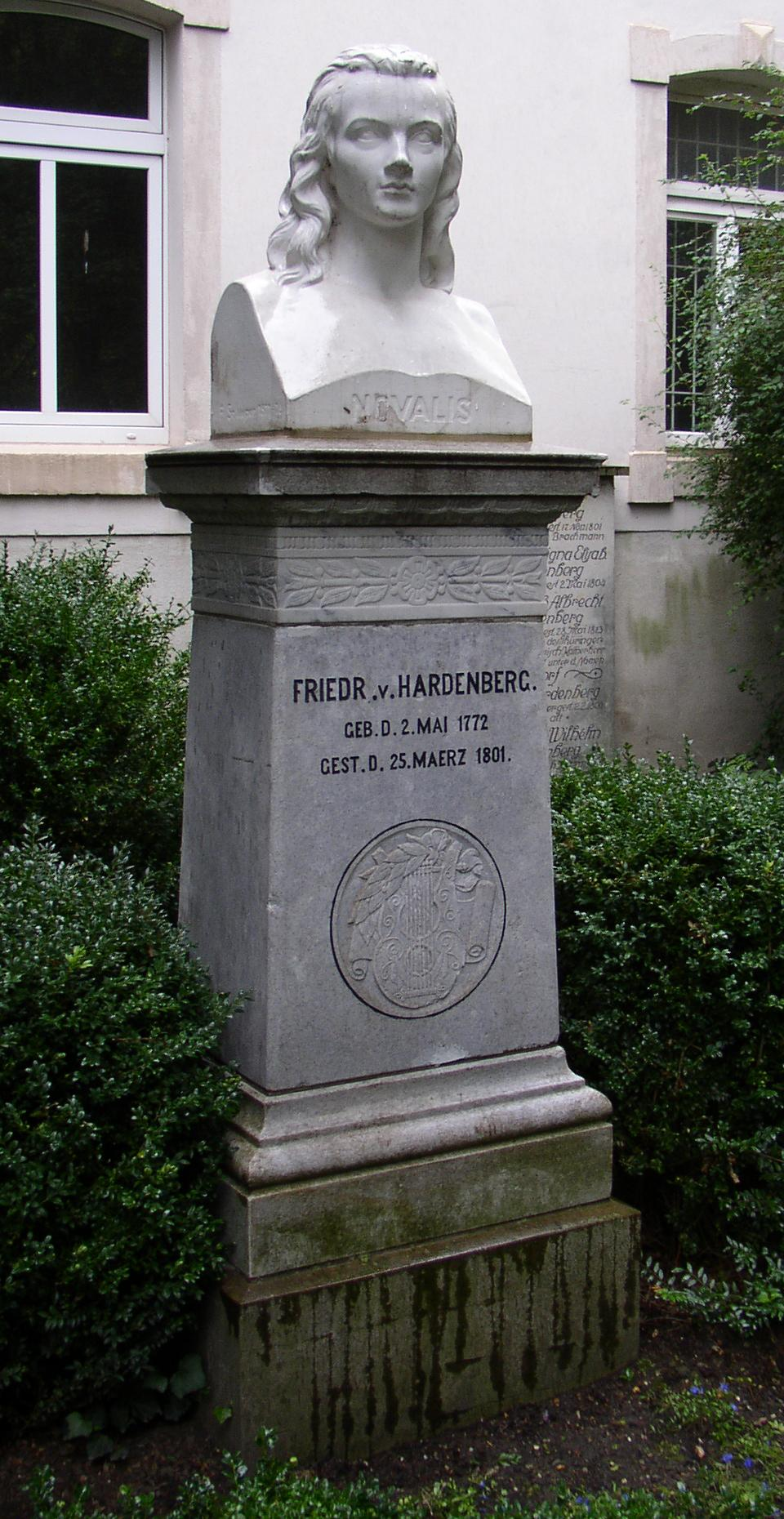
Могила Новалиса в Вайсенфельсе

Образ Новалиса, ставший для немецких романтиков образцом философа-поэта, пропагандировался Л. Тиком и принимался Й. фон Эйхендорфом, Э. Т. А. Гофманом и другими последующими романтиками, но отвергался, осуждался радикальным бюргерством «Молодой Германии» и Г. Гейне как реакционная сила. В конце XIX века его творчество вновь привлекает к себе внимание символистов, экспрессионистов и неоромантиков конца 1890-х. Внёс вклад в формирование германской идеи.
Слова Новалиса «Теории — сети, ловит только тот, кто их забрасывает» взяты эпиграфом к труду Карла Поппера «Логика научного исследования».
Новалис является автором сравнения религии с опиумом, ставшего широко известным благодаря фразе Карла Маркса «Религия — опиум народа». В 1798 году в сборнике афоризмов «Цветочная пыльца» Новалис писал, критикуя людей, мыслящих только о земном и исполняющим религиозные обряды только как ритуалы для упорядочения жизни и ознаменования её важных вех:
«Их так называемая религия действует как опий: она завлекает и приглушает боли вместо того, чтобы придать силы».  
Оригинальный текст (нем.)«Ihre sogenannte Religion wirkt bloß wie ein Opiat: reizend, betäubend, Schmerzen aus Schwäche stillend».

### Публикации на русском языке
- Генрих фон Офтердинген. — М.: Госиздат, 1922.
- Фрагменты // Литературные манифесты западноевропейских романтиков. — М.: Изд-во Моск. ун-та, 1980. — С. 94—107.
- [Стихотворения] // Поэзия немецких романтиков. — М.: Художественная литература, 1985. — С. 26—85.
- Вера и Любовь, или Король и Королева // Эстетика немецких романтиков. — М.: Искусство, 1987. — С. 44—57.
- Гимны к ночи. / Пер. с нем. В. Б. Микушевича — М.: Энигма, 1996. — 192 с. — ISBN 5-85747-016-1
- Лира Новалиса в переложении Вячеслава Иванова. — Томск: Водолей, 1997. — 128 с. — ISBN 5-7137-028-3
- [Стихотворения] // Строфы века — 2. Антология мировой поэзии в русских переводах XX века. — М.: Полифакт, 1998 (по указателю).
- Генрих фон Офтердинген. — М.: Ладомир; Наука, 2003. — 280 с. — ISBN 5-86218-399-X
- [Стихотворения] // Зарубежная поэзия в переводах Вячеслава Куприянова. — М.: Радуга, 2009.
- Ученики в Саисе. — СПб.: Леонардо, 2011.
- Афоризмы и фрагменты в переводах Николая Болдырева // Шульц Г. Новалис. / Пер. с нем. — Челябинск: Урал LTD, 1998. — С. 295—313.
- Фрагменты. — СПб.: Владимир Даль, 2014. — 319 с. — ISBN 978-5-93615-130-9